# Pacific Division (NBA)
Pacific Division – jedna z dywizji znajdujących się w konferencji zachodniej w NBA. Obecnymi zespołami są: Golden State Warriors, Los Angeles Clippers, Los Angeles Lakers, Phoenix Suns, Sacramento Kings.

## Mistrzowie dywizji
- 1971: Los Angeles Lakers
- 1972: Los Angeles Lakers
- 1973: Los Angeles Lakers
- 1974: Los Angeles Lakers
- 1975: Golden State Warriors
- 1976: Golden State Warriors
- 1977: Los Angeles Lakers
- 1978: Portland Trail Blazers
- 1979: Seattle SuperSonics
- 1980: Los Angeles Lakers
- 1981: Phoenix Suns
- 1982: Los Angeles Lakers
- 1983: Los Angeles Lakers
- 1984: Los Angeles Lakers
- 1985: Los Angeles Lakers
- 1986: Los Angeles Lakers
- 1987: Los Angeles Lakers
- 1988: Los Angeles Lakers
- 1989: Los Angeles Lakers
- 1990: Los Angeles Lakers
- 1991: Portland Trail Blazers
- 1992: Portland Trail Blazers
- 1993: Phoenix Suns
- 1994: Seattle SuperSonics
- 1995: Phoenix Suns
- 1996: Seattle SuperSonics
- 1997: Seattle SuperSonics
- 1998: Seattle SuperSonics
- 1999: Portland Trail Blazers
- 2000: Los Angeles Lakers
- 2001: Los Angeles Lakers
- 2002: Sacramento Kings
- 2003: Sacramento Kings
- 2004: Los Angeles Lakers
- 2005: Phoenix Suns
- 2006: Phoenix Suns
- 2007: Phoenix Suns
- 2008: Los Angeles Lakers
- 2009: Los Angeles Lakers
- 2010: Los Angeles Lakers
- 2011: Los Angeles Lakers
- 2012: Los Angeles Lakers
- 2013: Los Angeles Clippers
- 2014: Los Angeles Clippers
- 2015: Golden State Warriors
- 2016: Golden State Warriors
- 2017: Golden State Warriors
- 2018: Golden State Warriors
- 2019: Golden State Warriors
- 2020: Los Angeles Lakers
- 2021: Phoenix Suns
- 2022: Phoenix Suns
- 2023: Sacramento Kings
- 2024: Los Angeles Clippers

## Zwycięzcy
- 24: Los Angeles Lakers
- 8: Phoenix Suns
- 7: Golden State Warriors
- 5: Seattle SuperSonics
- 4: Portland Trail Blazers
- 3: Sacramento Kings
- 3: Los Angeles Clippers